# ATP Challenger Guarujá
Der ATP Challenger Guarujá (offiziell: Guarujá Challenger) war ein Tennisturnier, das zwischen 1984 und 1992 viermal in Guarujá, Brasilien, stattfand. Es gehörte zur ATP Challenger Tour und wurde im Freien auf Sand gespielt.

## Liste der Sieger

### Einzel
| Jahr                         | Sieger          | Finalgegner     | Ergebnis      |
| ---------------------------- | --------------- | --------------- | ------------- |
| 1992                         | Nicolás Pereira | Roberto Jabali  | 6:4, 6:4      |
| 1987–1991: nicht ausgetragen |                 |                 |               |
| 1986                         | Cássio Motta    | Carlos Kirmayr  | 6:1, 1:6, 6:1 |
| 1985                         | Juan Avendaño   | Roberto Saad    | 6:3, 6:3      |
| 1984                         | Givaldo Barbosa | Pedro Rebolledo | 6:4, 6:3      |

### Doppel
| Jahr                         | Sieger                           | Finalgegner                        | Ergebnis      |
| ---------------------------- | -------------------------------- | ---------------------------------- | ------------- |
| 1992                         | Maurice Ruah Mario Tabares       | Danilo Marcelino Fernando Meligeni | 6:7, 6:4, 6:4 |
| 1987–1991: nicht ausgetragen |                                  |                                    |               |
| 1986                         | Carlos Kirmayr Cássio Motta      | Alejandro Ganzábal Raúl Viver      | 7:6, 4:6, 6:3 |
| 1985                         | Ronnie Båthman Magnus Tideman    | Carlos Gattiker Gustavo Tiberti    | 6:3, 6:2      |
| 1984                         | Marcos Hocevar Alexandre Hocevar | Jaime Fillol Álvaro Fillol         | kampflos      |